# خائو نام سائو
خائو نام سائو (به لاتین: Khao Nom Sao) یک کوه در تایلند است که در Ngao واقع شده‌است. خائو نام سائو ۱٬۰۸۹ متر بالاتر از سطح دریا واقع شده‌است.